# Poul Groch
Gustav Paul Groch (født 18. april 1879 i Starzeddel i Tyskland død 22. juli 1944 i København) var en tyskfødt dansk travtræner.
Poul Groch var søn af Johann Gottlieb Groch og hans hustru Anna Elisabeth, født Rubin. Han blev født i Starzeddel, der ligger 10 kilometer øst for floden Oder, er i dag en polsk by med navnet Starosiedle. De første 33 år af hans liv henstår i det dunkle. Han kom til København i 1912 sammen med sin læremester, August Tatzky, der ligeledes var tysker. 
Groch, begyndte senere samme år som selvstændig træner. 1914 vandt han sin første af tre sejre i Dansk Trav Derby. 
Groch havde enorm succes i 1920'erne. Han vandt blandt andet Kriteriet 1925 og 1928 Han var også formand for Dansk Travtrænerforening 
Groch opfandt maskinstarten, som indførtes 1930 og blev til en stor forbedring.
Groch senior Derbyet igen 1932 og 1941 vandt han Dansk Trav Kriterium. 
Den 16. april 1944 vandt Groch, to dage før sin 65 års fødselsdag, sin lange karrieres sejr nummer 733. Det skulle blive hans sidste. Efter løbet blev han syg og kom aldrig i sulkyen igen. Efter 3 måneders sygeleje døde han den 22. juli.
Poul Groch junior (1917-2003) gik i sin faders fodspor og tog trænereksamen som 18-årig 1934. Han blev selvstændig 1936, og ved faderens død 1944 overtog han de fleste af staldens heste. Han blev dog aldrig så stor som sin fader, men vandt i alt 254 løb og i begyndelsen af 1950'erne opgav han sin trænerforretning.